# South Congaree
South Congaree é uma cidade  localizada no estado norte-americano de Carolina do Sul, no Condado de Lexington.

## Demografia
Segundo o censo norte-americano de 2000, a sua população era de 2266 habitantes.
Em 2006, foi estimada uma população de 2397, um aumento de 131 (5.8%).

## Geografia
De acordo com o United States Census Bureau tem uma área de
8,4 km², dos quais 8,3 km² cobertos por terra e 0,1 km² cobertos por água.

## Localidades na vizinhança
O diagrama seguinte representa as localidades num raio de 12 km ao redor de South Congaree.